# 반가라
반가라는 인도 라자스탄 주의 주도 자이푸르의 북서쪽 외곽에 위치한 유령 도시이다. 1630년대에 건설된 도시이지만 이후 도시가 전쟁에 휩싸이면서 파괴되었으며 그 이후 인도인들은 도시를 재건하지 못하고 있다. 비록 관광자원으로 개발은 되었으나 일몰 후의 출입을 금지시키고 있으며 오직 원숭이들만 살고 있다. 이곳은 호랑이 보호구역이며 이로 인해 일몰 후에는 출입을 금지시킨다. 그렇기 때문에 반가라를 연구하는 고고학 사무실도 반가라에서 0.5마일 정도 이격된 곳에 위치하고 있다.
현재 가장 무서운 여행지 1위로 선정되었다.